# Jennifer Lopez: Let's Get Loud
Let's Get Loud là đĩa DVD thứ hai của ca sĩ Mĩ Jennifer Lopez, được phát hành vào tháng 2 năm 2003. DVD mang nội dung xoay quanh về buổi diễn cùng tên được thu hình tại Roberto Clemente Coliseum ở Puerto Rico.

## Danh sách video
1. Chương trình bắt đầu – 0:37
2. "Let's Get Loud" – 4:10
3. "Ain't It Funny" – 11:08
4. "Cariño" – 6:38
5. "Play" – 5:43
6. "Feelin' So Good" – 3:41
7. "I'm Real" – 4:17
8. Giới thiệu vũ công
9. Liên khúc: "Secretly"/"Theme from Mahogany (Do You Know Where You're Going To)" – 5:12
10. "I Could Fall in Love" – 7:01
11. "Si Ya Se Acabó" – 4:38
12. Giới thiệu ban nhạc
13. Liên khúc: "Waiting for Tonight"/"Walking on Sunshine" – 8:04
14. "If You Had My Love" – 7:17
15. "Love Don't Cost a Thing" – 5:58
16. "Plenarriqueña" – 5:42
17. End Credits (Kết thúc) – 6:56

Video kèm theo
- Let's Get Loud (Phim tài liệu) - 20:10